# جهاد المنتصر
جهاد المنتصر هو لاعب كرة قدم ليبي.

## النوادي
- فيتربسي - إيطاليا 1999-00 Viterbese C1 10 -
- كاتانيا - إيطاليا 2000-01 Catania C1 16 1
- لا كويلا إيطاليا 2001-02 L'Aquila C1 12 -
- تريستا - إيطاليا 2002-03 Trieste B 17 2
- تريستا - إيطاليا 2003-04 Trieste B 24 -
- بيروجيا - إيطاليا 2004-05 Perugia B 15 -
- تريفيزو - إيطاليا 2005-06 Treviso A 4
- تريفيزو - إيطاليا 2006-07 Treviso B 9

## وصلات خارجية
- جهاد المنتصر على موقع قاعدة بيانات كرة القدم.إي يو (الإنجليزية)
- جهاد المنتصر على موقع ناشيونال فوتبول تيمز (الإنجليزية)
- جهاد المنتصر على موقع Soccerbase.com (لاعب) (الإنجليزية)

- كورووة
- تاريخ اللاعب (لغة إنجليزية)
- Treviso